# Ronald Golias
Ronald Golias (født 4. maj 1929 i São Carlos, São Paulo, Brasilien, død 27. september 2005 i São Paulo, Brasilien) var en brasiliansk skuespiller.